# Epimeria rubrieques
Epimeria rubrieques is een vlokreeftensoort uit de familie van de Epimeriidae. De wetenschappelijke naam van de soort is voor het eerst geldig gepubliceerd in 1991 door De Broyer & Klages.